# Siliqua (Sardinië)
Siliqua is een gemeente in de Italiaanse provincie Zuid-Sardinië (regio Sardinië) en telt 4077 inwoners (31-12-2004). De oppervlakte bedraagt 190,4 km², de bevolkingsdichtheid is 21 inwoners per km².

## Demografie
Siliqua telt ongeveer 1445 huishoudens. Het aantal inwoners daalde in de periode 1991-2001 met 6,3% volgens cijfers uit de tienjaarlijkse volkstellingen van ISTAT.
| Jaar | Inwoneraantal |
| ---- | ------------- |
| 1991 | 4430          |
| 2001 | 4150          |

## Geografie
De gemeente ligt op ongeveer 66 m boven zeeniveau.
Siliqua grenst aan de volgende gemeenten: Assemini, Decimomannu, Decimoputzu, Iglesias (CI), Musei (CI), Narcao (CI), Nuxis (CI), Uta, Vallermosa, Villamassargia (CI), Villaspeciosa.